# The New Jedi Order
The New Jedi Order (ook bekend als New Jedi Order of NJO) is een boekenreeks uit het Star Warsfranchise. De reeks bestaat uit 27 verhalen, gepubliceerd van 1999 tot 2003. 
De serie draait om de Yuuzhan Vong invasie van het Star Warssterrenstelsel. De verhalen spelen zich ongeveer 21 tot 26 jaar na Return of the Jedi af.

## Inhoud
21 jaar zijn verstreken sinds de val van het Galactische Keizerrijk. De Nieuwe Republiek is gevormd, maar staat nog in de kinderschoenen. Ondertussen is Luke Skywalker bezig met de Jedi Orde weer nieuw leven in te blazen.
Dan dient zich een nieuwe vijand aan: de Yuuzhan Vong. Dit ras, afkomstig uit een ander sterrenstelsel, verovert in korte tijd grote delen van De Nieuwe Republiek. De Nieuwe Republiek en De Nieuwe Jedi Orde slaan de handen ineen om deze nieuwe bedreiging het hoofd te bieden.

### Verhaallijnen
Behalve de grote verhaallijn bevat NJO ook een paar kleinere verhaallijnen. Deze focussen zich op enkele nieuwe personages. Prominente personages met een eigen verhaallijn zijn:
- Ganner Rhysode: een arrogante jonge Jedi. In de serie wordt hij opener voor anderen, zeker nadat hij getuige is hoe veel van zijn vrienden sneuvelen tijdens een missie naar Myrkr. Rhysode sterft uiteindelijk in gevecht met duizenden Yuuzhan Vong krijgers, maar slaagt er wel in Jacen en Vergere zo de kans te geven te ontsnappen.
- Tahiri Veila: Anakin Solo's vriend uit de Junior Jedi Knights reeks. Tahiri werd gevangen door de Yuuzhan Vong toen Yavin 4 overnamen. Ze diende als proefkonijn om een Vong-mens hybride te maken. Anakin redde haar, maar de Yuuzhan Vong hadden hun persoonlijkheid al op haar overgebracht. De rest van de serie worstelde Tahiri met deze andere persoonlijkheid. Aan het eind van de serie besloot ze op de planeet Zonoma Sekot te blijven om meer over de Yuuzhan Vong te ontdekken.
- Jacen Solo: Jacen begon de serie als iemand die grote vraagtekens zette bij het feit dat De Kracht als wapen werd gebruikt door de Jedi. Na te zijn gevangen door de Yuuzhan Vong onderging hij wekenlang martelingen. Dit maakte dat Jacen De Kracht ook ging zien als iets dat offensief gebruikt kon worden.

## Dood van personages
Veel bekende personages uit de films sneuvelen in de serie, waaronder Chewbacca. Ook enkele belangrijke personages uit het Star Wars Expanded Universe lieten het leven, zoals Anakin Solo.

## Media
In 1999 nam Mark Hamill nog eenmaal de rol van Luke Skywalker aan voor een gesproken versie van de boekenreeks.

## Boeken
De serie werd gepubliceerd van 1999 tot 2003, en was een samenwerkingsproject tussen Aaron Allston, Elaine Cunningham, Troy Denning, Shane Dix, Greg Keyes, James Luceno, R. A. Salvatore, Michael A. Stackpole, Matthew Stover, Kathy Tyers, Sean Williams, en Walter Jon Williams. 
| Jaar | Naam                                                            | Auteur                    | Notities         |
| ---- | --------------------------------------------------------------- | ------------------------- | ---------------- |
| 1999 | Vector Prime                                                    | R.A. Salvatore            |                  |
| 2006 | Boba Fett: A Practical Man                                      | Karen Traviss             | e-book novella   |
| 2000 | Dark Tide I: Onslaught                                          | Michael Stackpole         |                  |
| –    | Dark Tide: Siege                                                | Michael Stackpole         | niet uitgebracht |
| 2000 | Dark Tide II: Ruin                                              | Michael Stackpole         |                  |
| 2000 | Agents of Chaos I: Hero's Trial                                 | James Luceno              |                  |
| 2000 | Agents of Chaos II: Jedi Eclipse                                | James Luceno              |                  |
| 2000 | Balance Point                                                   | Kathy Tyers               |                  |
| 2002 | "Emissary of the Void"                                          | Greg Keyes                | kort verhaal     |
| –    | Knightfall I: Jedi Storm                                        | Michael Jan Friedman      | niet uitgebracht |
| –    | Knightfall II: Jedi Blood                                       | Michael Jan Friedman      | niet uitgebracht |
| –    | Knightfall III: Jedi Fire                                       | Michael Jan Friedman      | canceled         |
| 2001 | "Recovery" (speelt zich af tijdens Edge of Victory I: Conquest) | Troy Denning              | e-book novella   |
| 2001 | Edge of Victory I: Conquest                                     | Greg Keyes                |                  |
| 2001 | Edge of Victory II: Rebirth                                     | Greg Keyes                |                  |
| 2001 | Star by Star                                                    | Troy Denning              |                  |
| 2002 | Dark Journey                                                    | Elaine Cunningham         |                  |
| 2002 | "The Apprentice" (speelt zich af tijdens Dark Journey)          | Elaine Cunningham         | kort verhaal     |
| 2002 | Enemy Lines I: Rebel Dream                                      | Aaron Allston             |                  |
| 2002 | Enemy Lines II: Rebel Stand                                     | Aaron Allston             |                  |
| 2002 | Traitor                                                         | Matthew Stover            |                  |
| 2002 | Destiny's Way                                                   | Walter Jon Williams       |                  |
| 2002 | "Ylesia" (speelt zich af tijdens Destiny's Way)                 | Walter Jon Williams       | e-book novella   |
| 2003 | Force Heretic I: Remnant                                        | Sean Williams & Shane Dix |                  |
| 2004 | "Equals and Opposites"                                          | Nathan Butler             | stripboek        |
| 2003 | Force Heretic II: Refugee                                       | Sean Williams & Shane Dix |                  |
| 2003 | "Or Die Trying"                                                 | Sean Williams & Shane Dix | short story      |
| 2003 | Force Heretic III: Reunion                                      | Sean Williams & Shane Dix |                  |
| 2003 | The Final Prophecy                                              | Greg Keyes                |                  |
| 2003 | The Unifying Force                                              | James Luceno              |                  |

## Reacties
Hoewel de reeks financieel succesvol was, waren reacties van fans erg gemengd. Fans van de serie prezen het verhaal om de nieuwe duistere wending die het verhaal nam ten opzichte van eerdere Star Wars verhalen. Tegenstanders vonden echter dat de Yuuzhan Vong te sterk waren. De Yuuzhan Vong worden door critici ook wel de Borg van Star Wars genoemd. Tevens vonden critici dat de serie eindigde in een deus ex machina. 
Een ander punt van kritiek was het feit dat veel populaire personages uit de film sneuvelden. 